# Tsutomu Ogura
Tsutomu Ogura (født 18. juli 1966) er en tidligere japansk fodboldspiller og træner.
Han har tidligere trænet Omiya Ardija.